# Barokní most (Zásmuky)
Barokní most přes Vavřinecký potok u Zásmuk v okrese Kolín patří k nejcennějším stavbám svého druhu ve Středočeském kraji. Historická stavba byla zapsána na ústřední seznam kulturních památek 8. března 2002. Památková ochrana se vztahuje též na barokní sochu sv. Jana Nepomuckého, která bývala součástí mostu a která je umístěna v prostorách Městského úřadu v Zásmukách.

## Popis stavby
Kamenný most se čtyřmi oblouky a pěti pilíři se klene zhruba 1,5 km severně od centra Zásmuk přes Vavřinecký potok (na tomto úseku označovaný jako Kouřimka) poblíž místa, kde stával mlýn zvaný Vlčí důl. Tento mlýn je zmiňován již v pramenech z roku 1508. Most byl postaven z lomového kamene, konkrétně z místní ruly, spojeného vápennou maltou. Tři ze čtyř téměř půlkruhovitých oblouků se klenou přes vodní tok, čtvrtý oblouk je suchý. Pilíře na jižní straně mostu ve směru proti proudu říčky jsou zpevněny břity, plnícími funkci ledolamů. Stavba je bez zábradlí a směrem ke středu někdejšího silničního mostu mírně stoupá. Uprostřed mostu se zachoval podstavec, na kterém stávala socha světce.

## Historie
Most byl postaven na konci 17., respektive na přelomu 17. a 18. století. Poté, kdy byla v 18. století vybudována nová Kutnohorská císařská silnice z Doubravčan do Zásmuk, starý most ztratil svůj význam a cesta přes něj prakticky zanikla. Až do počátku 21. století byl most zcela zchátralý. O jeho opravu se v letech 2001–2003 zasloužili především místní rybáři, kteří spolu s členy zásmucké pobočky Svazu ochránců přírody také iniciovali zařazení této historické stavby mezi kulturní památky.

### Socha sv. Jana Nepomuckého
Až do druhé poloviny 20. století stála uprostřed mostu barokní pískovcová socha sv. Jana Nepomuckého. V roce 1970 však kdosi sochu z mostu shodil a ta zůstala dalších 30 let pod hladinou Vavřineckého potoka. Sochu, jejíž hlava se však už nenašla, po třiceti letech vyzvedli z potoka zásmučtí rybáři a toto torzo je nyní uloženo na radnici v Zásmukách. Uprostřed koryta Vavřineckého potoka pod barokním místem byla v roce 2014 umístěna tzv. "Ponorná socha sv. Jana Nepomuckého" – moderní plastika sochaře Zdeňka Hůly, která byla vytvořena v rámci mezinárodního projektu "Cesty vody – cesty k sebe". Organizátorem projektu byla MAS (místní akční skupina) Podlipansko, o. p. s., která působí na území okresů Kolín, Nymburk a Praha-východ.

## Most ve filmu a poezii
V druhé polovině 20. století opakovaně využili most a jeho okolí filmaři. V roce 1982 zde byly natočeny exteriéry filmové detektivky režiséra Jana Schmidta Smrt talentovaného ševce s Jiřím Kodetem v roli kapitána Exnera (film vznikl podle stejnojmenného románu Václava Erbena z roku 1978). Filmaři se sem vrátili na počátku 90. let – štáb režiséra Zdeňka Zelenky zde natáčel některé pasáže celovečerní filmové pohádky Nesmrtelná teta s Jiřinou Bohdalovou v hlavní roli. Romantické okolí mostu lze však spojit s uměleckou tvorbou již z doby na počátku 19. století, kdy do místního mlýna docházel za svou milou básník Matěj Milota Zdirad Polák, autor textu později zlidovělé písně „Sil jsem proso na souvrati“.